# Vindögæ
Vindögæ (deutsch windiger Tag)
ist ein Album von Mats Gustafsson und Andreas Hoem Røysum. Die am 4. Dezember 2021 in der Galleri Galleberg in Tønsberg entstandenen Aufnahmen erschienen am 2. Juni 2023 auf dem zu Motvind Kulturlag gehörendem Label Motvind Records.

## Hintergrund
Der norwegische Klarinettist Andreas Røysum hat sich in den letzten Jahren immer mehr einen Namen gemacht, indem er als Leiter seines jungen Ensembles und als Leiter des Labels Motvind Records einige hervorragende Alben veröffentlichte, schrieb Daniel Spicer (Jazzwise). Er hat auch eine Beziehung mit dem älteren schwedischen Holzbläser Mats Gustafsson aufgebaut, sowohl als Musiker als auch als ausgesprochener Aktivist, der dazu beitrug, das Kongsberg Jazzfestival davon zu überzeugen, die Unternehmenssponsorschaft eines großen Waffenherstellers aufzugeben. Die beiden begannen 2021 zusammen zu spielen, und dieses Duo-Debüt zeigt sie in einer intimen Galerieumgebung zwischen den Lockdowns infolge der COVID-19-Pandemie.

## Titelliste
- Mats Gustafsson, Andreas Røysum – Vindögæ (Motvind Records MOT21LP)[1]

1. Side A 21:07
2. Side B 20:57

Die Kompositionen stammen von Mats Gustafsson und Andreas Røysum.

## Rezeption
Es sei leicht zu erkennen, warum die beiden Musiker sich musikalisch verbunden haben, schrieb Daniel Spicer (Jazzwise). Beide würden ein anhaltendes Interesse an den physikalischen Möglichkeiten des Atems zeigen und sowohl strukturelle Extreme als auch melodische Ideen erforschen, mit viel perkussivem Zusammenspiel aus klappernden Klappen. Gustafsson demonstriere seinen Bezug zu Peter Brötzmann mit einem rauen, bluesigen Knurren auf dem Baritonsaxophon und schnaufe mit einer hauchenden Wildheit auf der Slide-Flöte. Das Paar verbinde sich in eng gewundenen Doppelhelixen aus Flöte und Klarinette, die die Energie in den Himmel schicken, doch erst wenn sie sich in spontan entdeckten Momenten der Ruhe niederlassen, komme die Stärke und Subtilität ihrer Verbindung erst richtig zum Vorschein.
Es gibt viel Gemeinsamkeit in dieser Musik, viel Drängen und Keuchen, hieß es in md-eksperiment.org. Aber in der Brutalität würden auch Gefühle stecken, eine brutale Finesse, die uns von einer Klanglandschaft zur anderen führt. „Vorstellbar nicht wie eine Wanderung, eher wie ein Lauf durch Wälder und Büsche, steile Hänge hinunter und durch enge Schluchten hinauf.“ Vielleicht müsse man seine tierischen Instinkte stärker durchlassen, um diese Musik zu verstehen, es habe sicherlich keinen Sinn, zu viel zu intellektualisieren. Man solle es auch nicht in die eine oder andere Schublade kategorisieren. Am besten sei es, sich als Zuhörer sich von diesen wunderbaren musikalischen Wesen verzaubern lassen.